# Minnesund
Minnesund är en tätort i Eidsvolls kommun i Akershus fylke i sydöstra Norge. Orten ligger där floden Vorma rinner ut från sjön Mjösa. På grund av placeringen har Minnesund alltid haft mycket genomfartstrafik från Oslo och norrut. Orten är ett gammalt färjeläge och med utbyggnaden av moderna kommunikationer har man nu också järnvägsbro och vägbro (Europaväg 6). Minnesund hade tidigare järnvägsstation men den är numera nedlagd.
Orten hette tidigare bara Minne, men NSB införde Minnesund som stationsnamn för att undvika sammanblandning med Minde station utanför Bergen.